# 山地-多瑙县
山地-多瑙县（德語：Alb-Donau-Kreis）是德国巴登-符腾堡州的一个县，隶属于蒂宾根行政区，首府乌尔姆。

## 地理
山地-多瑙县北面与格平根县和海登海姆县，东面与巴伐利亚州的金茨堡县、新乌尔姆县和巴登-符腾堡州的直辖市乌尔姆，南面与比伯拉赫县，西面与罗伊特林根县相邻。

## 县徽
山地-多瑙县县徽的底色是银色，一只黑色的双头老鹰，老鹰的胸前有一块盾牌，盾牌的左侧是金色底色上的三只黑色鹿角，盾牌的右侧是红白相间的条纹。老鹰代表乌尔姆的帝国自由城市身份（山地-多瑙县县徽沿用自以前的乌尔姆县县徽，1973年乌尔姆县、埃英根县与比伯拉赫县和明辛根县的一部分城镇合并为山地-多瑙县），鹿角代表县内原本属于符腾堡的城镇和1803年后归属于符腾堡的城镇，红白相间的条纹则代表布尔高的藩侯家族和贝格的伯爵家族。山地-多瑙县的县徽启用于1975年，同样的图案此前曾是乌尔姆县的县徽。

## 外部連結
- Official website （页面存档备份，存于）